# Parafia Ewangelicko-Augsburska w Rypinie
Parafia Ewangelicko-Augsburska w Rypinie – Ewangelicko-Augsburska parafia w Rypinie, należąca do diecezji pomorsko-wielkopolskiej. Mieści się przy ulicy Kościuszki. W 2017 liczyła 49 wiernych

## Historia
Najstarsze wzmianki dotyczące bytności ewangelickich osadników w okolicy Rypina pochodzą z 1719, kiedy zostały otwarte w kantoratach w Tomaszewie oraz Obórkach. Kolejne kantoraty rozpoczęły działalność w 1720 w Kierzu i Gaju, następnie w 1725 Jeziorkach. Później kantoraty uruchomiono w 1730 w Głowińsku, Oborach i Zbójenku, a w następnej kolejności w Radzynku (1750), Grzębach (1778) i Michałkach. W ostatnim z nich powstał budynek drewnianego kościoła.
1 kwietnia 1784 została powołana parafia ewangelicka w Michałkach. Jej pierwszym proboszczem został w 1785 ks. Adolf Bocianowski.
W 1879 podjęto decyzję o powstaniu kościoła w Rypinie. 31 maja 1882 na terenie Ogrodu Miechowitów odbyła się uroczystość położenia kamienia węgielnego pod budowę świątyni. Prace zostały zakończone po sześciu latach i 10 czerwca 1888 kościół został poświęcony. Wraz z oddaniem świątyni do użytku przeniesiono tutaj siedzibę parafii, której nazwę zmieniono na Parafia Ewangelicko-Augsburska Rypin-Michałki.
W latach 1893–1894 szkoły kantoralne w Tomaszewie i Obórkach zostały przekształcone w szkoły elementarne. W późniejszym czasie w Obórkach wybudowana została kaplica.
Parafia w Rypinie w 1923 liczyła 8500 wiernych, z czego 5000 w Rypinie, a 3500 w Michałkach. Podlegały jej dwa kościoły, kaplica oraz dziewięć sal modlitwy. Zbór zajmował się również opieką nad biednymi.
25 października 1937 poświęcony nowy budynek szkoły w Obórkach.
Po zakończeniu II wojny światowej w Rypinie zostało 350 członków parafii. Parafia została zamknięta w okresie 1945-1949, a świątynia parafialna przejęta została przez katolików i zamieniona na kościół szkolny. Do odrodzenia jej działalności doprowadził w 1949 ks. Ryszard Trenkler z Torunia. Rozpoczęto prowadzenie nabożeństw w domu parafialnym, w kaplicy urządzonej w dawnej sali dla konfirmantów. W 1953 odzyskany został budynek kościoła, a pierwsze nabożeństwo w jego murach poprowadzili ks. Karol Kotula, ks. Ryszard Trenkler oraz ks. Bogusław Wittenberg, który został mianowany administratorem parafii.
W kolejnych latach w wyniku emigracji za granicę liczba członków zboru zmniejszała się. Do 1980 duchowny zamieszkiwał na terenie parafii, później administrację nad nią przejęła Parafia Ewangelicko-Augsburska we Włocławku.
Od grudnia 2004 do parafii należy także filialna kaplica w Brodnicy.

## Współczesność
Nabożeństwa w kościele ewangelickim w Rypinie odbywają się w każdą niedzielę i święta, z wyjątkiem okresu od stycznia do Wielkanocy, kiedy to sprawowane są w kaplicy zlokalizowanej w budynku parafialnym.
W kaplicy w Brodnicy nabożeństwa prowadzone są w każdą ostatnią niedzielę w miesiącu. W Brodnicy prowadzone są lekcje religii, próby chóru parafialnego oraz inne spotkania, z racji zamieszkania w tym mieście większości parafian.
W okresie adwentu oraz pasyjnym odbywają się rekolekcje, organizowane są również godziny biblijne oraz inne prelekcje. Dzieci biorą udział w obozach letnich, a także wyjazdach zimowych. Mają miejsce koncerty oraz spotkania dla seniorów.